# Basilornis
Basilornis là một chi chim trong họ Sturnidae.